# Раденко Мишевић
Раденко Мишевић (Рогатица, 14. јули 1920 — Београд, 15. фебруар 1995) био је српски сликар.

## Живот
Сликарство је завршио у Београду у класи професора Мила Милуновића. Специјализовао се код Ивана Табаковића, Марка Челебоновића и Недељка Гвозденовића. Школовао се и у атељеу Андре Лота у Паризу. Једно вријеме је изучавао фреске и мозаик у Италији. Био је професор Академије ликовних уметности у Београду (1964-1985) и Академије ликовних уметности у Сарајеву (1972-1985). У два мандата је био декан београдске Ликовне академије. Оснивач је Школе за дизајн у Београду. Поред сликарства се бавио новинарством и позоришном и филмском сценографијом. Режирао је краткометражни филм „Ова кућа богата“ за који је добио међународно признање. Током живота је приредио око 40 самосталних и преко 150 заједничких изложби.
Сахрањен је у Алеји заслужних грађана на Новом гробњу у Београду. По њему је названа ликовна галерија у његовој родној Рогатици.

## Занимљивости
Зулфикар Џумхур, о Раденко Мишевић :
"...На велику срећу наше уметности и наше културе уопште Мишевић није једини који се у заглушној буци не артикулисаних гласова у европском хору  пуном певача без очију и без слуха, издваја лепотом  и сонорношћу свог гласа. 
И он је један од оних који нас потврђују у вери да су токови даровитог, модерног и искреног, у ствари снажне и неодољиве бујице које ће разбистрити мртве водеосреднјости, немоћи и дскости.

## Галерија
- Портрет домара (1971)

## Референсе
1. ↑  Husedzinović, Meliha (2007). Radenko Mišević. Sarajevo. стр. 13—25.
2. ↑  КАПИЏИЋ, Мустафа М (2007). МОНОГРАФИЈА : Раденко Мишевић. Сарајево: Култ-Б. стр. 87. ISBN 978-9958-9155-5-0.